# 남쪽으로 튀어
"남쪽으로 튀어"는 2013년 개봉한 대한민국의 영화이다. 

## 줄거리
다큐멘터리 영화 감독 최해갑(김윤석 분)은 시청료 때문에 전기요금을 내지 않고, 자기가 동의하지 않은 국민연금 납부를 거부하며 자기 소신대로 살아간다. 자신의 집에 잠시 신세를 지던 고향 후배 만덕(김성균 분)이 자기 고향인 들섬을 관광지로 개발하려는 같은 섬 출신 국회의원 김하수(이도경 분)에게 자살 폭탄 테러를 하려다 붙잡히는데, 자신도 모르게 도움을 준  둘째 나라(백승환 분)가 체포되고, 해갑은 둘째를 풀어주는 조건으로 형사(김종구 분)에게 평범한 시민으로 살아가겠다고 각서를 쓴다. 때마침 집으로 압류 통지서가 날아오고, 해갑은 식구들과 함께 차압 딱지가 붙지 않은 살림을 챙겨 자신의 고향 들섬으로 떠나게 된다.

## 캐스팅
- 김윤석 - 최해갑 역
- 오연수 - 안봉희 역
- 한예리 - 최민주 역
- 백승환 - 최나라 역
- 박사랑 - 최나래 역
- 김성균 - 홍만덕 역
- 주진모 - 공안 1 역
- 정문성 - 공안 2 역
- 이도경 - 김하수 역
- 김태훈 - 김선생 역
- 송삼동 - 권순경 역
- 김영웅 - 도윤태 역
- 김홍파 - 김중수 역
- 박상규 - 도의원 역
- 남포동 - 김상수 역
- 유하복 - 중년남자 역
- 전수지 - 오선생 역
- 유재명 - 공안실장 역
- 정형석 - 좋은양복 역
- 정준원 - 지호 역
- 김선빈 - 기자 역
- 박진우 - 들섬경찰1 역
- 정영기 - 카페시삽 역
- 이준혁 - 싸움 선생 1 역
- 전광진 - 싸움 선생 2 역
- 이동휘 - 카페회원 1 역
- 오창경 - 파출소 경찰 1 역
- 백수장 - 카페회원 2 역
- 한국진 - 기자 2 역
- 성도현 - 김하수경호원 1 역
- 정도원 - 한전 직원 역

## 특별출연
- 박원상 - 윤성주 변호사 역
- 김종구 - 늙은 형사 역
- 이대연 - 공안 윗선 역
- 라미란 - 연금관리공단 직원 역